# Peștera Azâh
Peștera Azîh (Azıx mağarası în azeră), una dintre cele mai vechi așezări ale omului în Europa, cea mai veche așezare din spațiul postsovietic, situată în Azerbaidjan.
Azerbaidjanul este una din cele mai vechi regiuni ale așezării omenești. In urma săpăturilor din renumita peștera Azîh, nu departe de orașul Füzuli, în 1968 arheologii azeri în frunte cu paleontologul Mammadali Huseynov au descoperit una din cele mai vechi așezări preistorice ale omului pe teritoriul 
Euroasiei din epoca paleoliticului (epoca de piatră). Aici, în stratul așel, alături de uneltele de munca si de resturile de mamifere, a fost descoperit un fragment al maxilarului omului fosil, Azîhantrop. Prin cercetarea straturilor din peștera Azîh s-a reușit sa se urmărească succesiunea epocilor paleoliticului inferior (doșel, șel și așel) și paleoliticului mediu (mustier).
În cele mai adânci straturi din peștera Azîh s-au descoperit cele mai primitive unelte ale muncii confecționate din piatră de râu, inclusiv foarte mari (gigantoliti), unelte manuale, unelte neșlefuite de găurit, dălți cu vârf, răzuitoare primitive și alte unelte din piatră folosite de Azîhantropi in timpul vânatului de animale sălbatice. În perioadele timpurii si medii ale paleoliticului, oamenii trăiau pe teritoriul Azerbaidjanului in grupuri mici care constituiau cea mai veche forma de organizare sociala pe baza căreia se desfășura munca in colectiv. Principala ocupație a acestora era vânătoarea, precum si culegerea fructelor de pădure, fructelor și rădăcinilor comestibile. Azîhantropii vânau ursul de peștera, cerbul mărinimos, renul gigantic, precum si rinoceri, bizoni si alte animale sălbatice.